# Jupiterbart-Wundklee
Der Jupiterbart-Wundklee (Anthyllis barba-jovis) ist eine Pflanzenart aus der Gattung Wundklee (Anthyllis) innerhalb der Familie der Hülsenfrüchtler (Fabaceae).

## Beschreibung

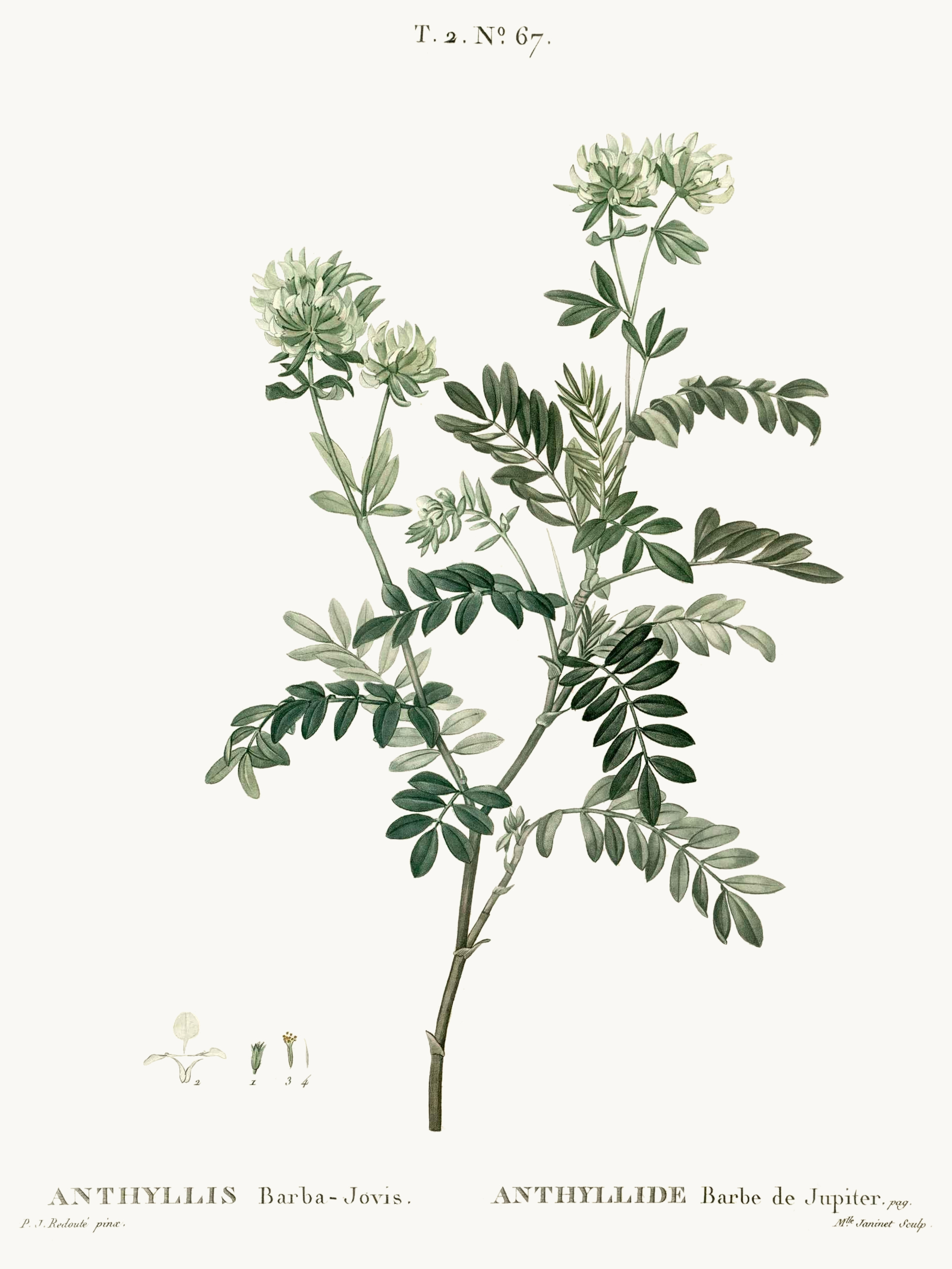
Illustration aus Traité des arbres et arbustes que l'on cultive en France en pleine terre

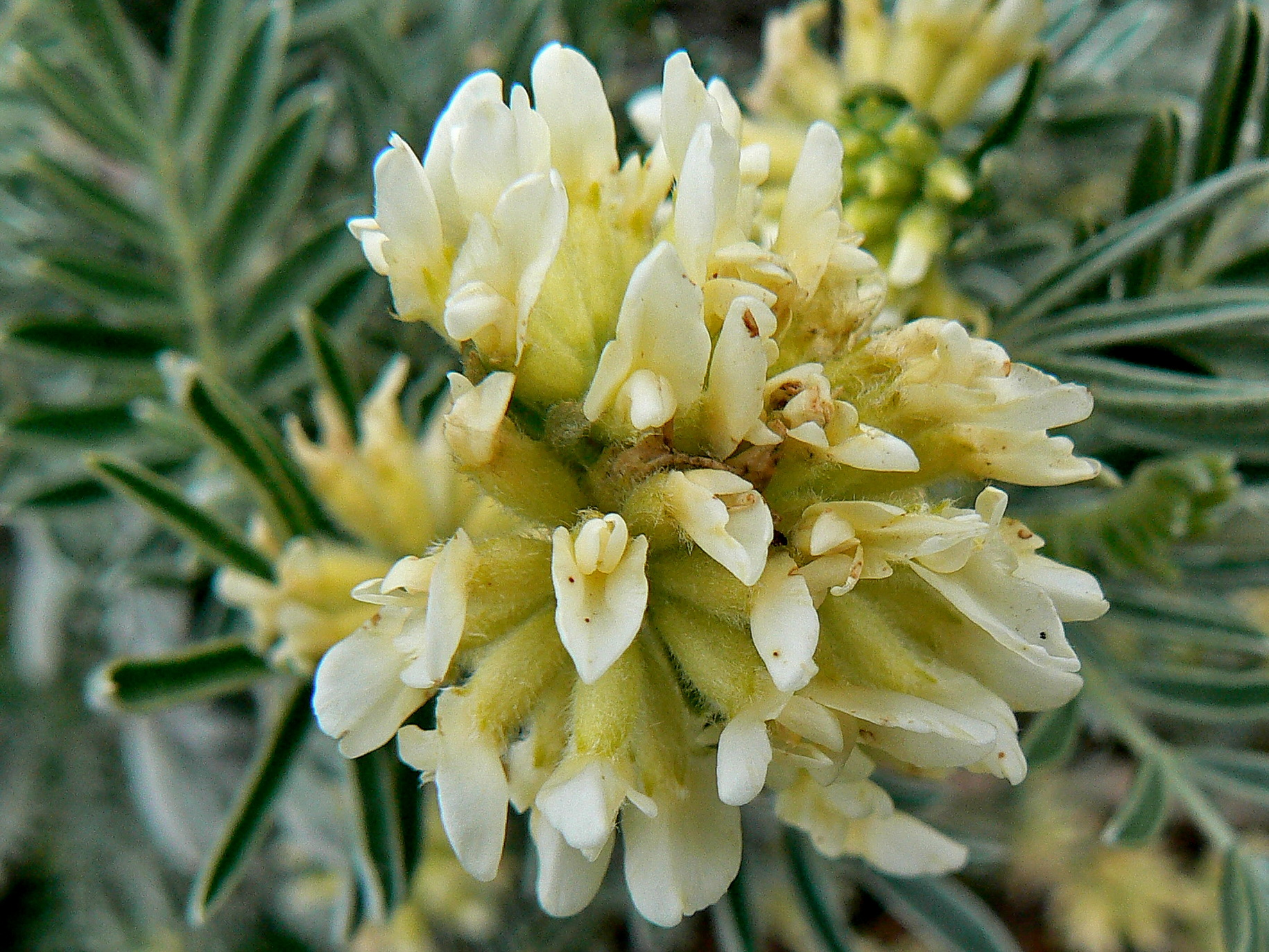
Blütenstand

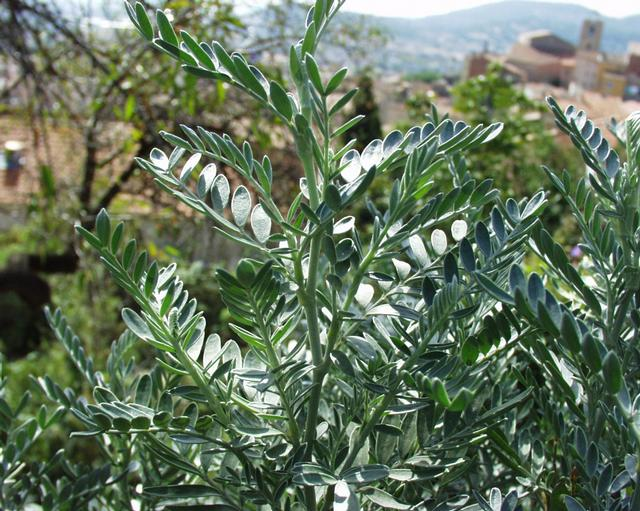
Blätter

### Vegetative Merkmale
Der Jupiterbart-Wundklee ist ein immergrüner Strauch, der Wuchshöhen von 50 bis 200 Zentimetern erreicht. Die oberirdischen Pflanzenteile sind silbrig behaart.
Die wechselständig angeordneten Laubblätter sind in Blattstiel und -spreite gegliedert. Der Blattstiel ist halbstängelumfassend. Die unpaarig gefiederte Blattspreite bestehen aus 13 bis 19 Blättchen. Die fast sitzenden Blättchen gleichen einander annähernd und sind dicht seidig behaart, ganzrandig, schmal elliptisch oder verkehrt-eiförmig bis -eilanzettlich mit meist spitzem oder bespitztem, oft (fein)stachelspizigem oberen Ende.

### Generative Merkmale
Die Blütezeit reicht von April bis Juni. Der Blütenstand ist von einem in fingerförmige Abschnitte geteilten Hochblatt unterlegt. 15 bis 20 Blüten stehen dicht in endständigen köpfchenförmigen Blütenstand zusammen. Es sind kurze Blütenstiele vorhanden.
Die leicht duftenden und zwittrigen, typischen Schmetterlingsblüten sind zygomorph und fünfzählig mit doppelter Blütenhülle. Die fünf Kelchblätter sind glockenförmig verwachsen. Der behaarte Kelch ist 4 bis 6 Millimeter lang mit fünf etwa gleich langen, kurzen Zähnen. Die Kronblätter sind weißlich bis blassgelb und 9 bis 10 Millimeter lang. Die zehn Staubblätter sind einbrüderig verwachsen.
Die kleine, nicht öffnende und kahle, leicht aufgeblasene, bis 5 Millimeter lange Hülsenfrucht im beständigen Kelch ist einsamig. Sie bleibt lange an der Pflanze stehen.
Die Chromosomenzahl beträgt 2n = 14.

## Vorkommen
Der Jupiterbart-Wundklee kommt in Algerien, Tunesien, Spanien, Frankreich, Korsika, Sardinien, Italien, Kroatien, Sizilien, Griechenland und Kreta vor. In Albanien kommt er nicht vor. In Libyen und im südlichen Australien wurde er eingeführt. Die Art wächst auf Küstenfelsen.
Die Pflanzen sind trockenheitsresistent und ertragen auch salzhaltige Gischt.

## Taxonomie
Die Erstveröffentlichung von Anthyllis barba-jovis erfolgte 1753 durch Carl von Linné in Species Plantarum Band 2, Seite 720. Die Bezeichnung "barba-jovis" = "Jupiters Bart" hatte er von Caspar Bauhins Pinax übernommen.